# Capitano di lungo corso
Capitano di lungo corso e Capitano superiore di lungo corso  sono stati titoli professionali della marina mercantile italiana per i servizi di coperta.
Requisiti e mansioni del capitano di lungo corso erano specificati dal D.P.R. n. 328 del 15 febbraio 1952 all'articolo 248 del Regolamento per l'esecuzione del codice della navigazione, capo quarto dei titoli professionali per i servizi di coperta.

## Abilitazioni
Capitano di lungo corso  (in inglese: Unrestricted Master Mariner); 
il Capitano di lungo corso poteva assumere il comando di navi di qualsiasi stazza e velocità, e per qualsiasi destinazione.
 Capitano Superiore di lungo corso 
(in inglese : Unrestricted Oceangoing Shipmaster Senior Grade); era il titolo onorifico rilasciato a domanda ai Capitani di lungo corso che dopo la data di rilascio di quest'ultimo titolo avessero maturato un periodo di effettiva navigazione superiore a 10 anni su navi aventi Stazza Lorda superiore a 3000 Tonnellate di cui 3 al comando.

## Requisiti
Per conseguire il titolo di capitano di lungo corso occorrevano i seguenti requisiti:
- avere compiuti i 24 anni di età;
- possedere il titolo di aspirante capitano di lungo corso;
- avere effettuato complessivamente quattro anni di navigazione in servizio di coperta, di cui uno fuori dello Stretto di Gibilterra o del Canale di Suez;
- avere sostenuto con esito favorevole un esame secondo i programmi stabiliti dal ministro per la Marina mercantile.
- gli ufficiali di vascello, provenienti dal servizio permanente iscritti nei ruoli della Marina Militare, potevano conseguire, secondo l'articolo 248 del Regolamento per l'esecuzione del codice della navigazione, il titolo di capitano di lungo corso, a condizione di avere compiuto su navi militari o mercantili, un periodo di quattro anni di effettiva navigazione in servizio di coperta di cui uno fuori dello Stretto di Gibilterra o del Canale di Suez e aver superato un apposito esame secondo gli speciali programmi, stabiliti con decreto del ministro per la marina mercantile di concerto con quello per la difesa, su materie attinenti all'utilizzazione commerciale della nave comprese nei programmi d'insegnamento degli istituti tecnici nautici e non in quelli dell'accademia navale. La cancellazione dai ruoli della Marina Militare comportava perdita del titolo professionale di capitano di lungo corso. Tale titolo non viene più rilasciato a seguito delle modifiche apportate al Codice della Navigazione con l'introduzione della Legge 30/98, i possessori, in ogni caso, non essendo il titolo stato abrogato, possono continuare a fregiarsene.

 Capitano Superiore di lungo corso  (in inglese: Unrestricted Oceangoing Shipmaster Senior Grade);
il capitano di lungo corso che aveva effettuato dieci anni di navigazione in servizio di coperta dopo il conseguimento del detto titolo professionale, dei quali almeno tre al comando di navi non inferiori a tremila tonnellate di Stazza Lorda, in base all'articolo 249 del D.P.R. n. 328 del 15 febbraio 1952 acquisiva il titolo di Capitano Superiore di lungo corso.
Al Capitano superiore di lungo corso era riservato il comando di navi passeggeri di stazza lorda dalle quindicimila tonnellate alle ventimila, che avevano una velocità superiore ai 25 nodi e navi da passeggeri di stazza lorda superiore alle ventimila tonnellate.
Gli ufficiali superiori di vascello, provenienti dal servizio permanente iscritti nei ruoli della Marina Militare, in base all'articolo 249 del D.P.R. n. 328 del 15 febbraio 1952 potevano conseguire il titolo di capitano superiore di lungo corso, qualora avessero compiuto un periodo di effettiva navigazione su navi militari o mercantili pari a quello stabilito dal primo comma del presente articolo ed abbiano effettuato il periodo di comando previsto dallo stesso comma su navi non inferiori a tremila tonnellate di stazza ed effettuato almeno tre al comando di navi non inferiori a 850 tonnellate di dislocamento. La cancellazione dai ruoli della Marina Militare comportava la perdita del titolo professionale di "capitano superiore di lungo corso". Nel caso le esigenze della navigazione lo avessero richiesto, il comando di navi passeggeri di stazza lorda dalle quindicimila tonnellate alle ventimila, che avevano una velocità superiore ai 25 nodi e di navi da passeggeri di stazza lorda superiore alle ventimila tonnellate, poteva essere affidato a capitani di lungo corso. Tale titolo non viene più rilasciato a seguito delle modifiche apportate al Codice della Navigazione con l'introduzione della Legge 30/98, i possessori, in ogni caso, non essendo il titolo stato abrogato, possono continuare a fregiarsene.

## Aspirante capitano di lungo corso
Requisiti e mansioni dell'aspirante capitano di lungo corso erano specificati dal D.P.R. n. 328 del 15 febbraio 1952 all'articolo 250 del Regolamento per l'esecuzione del codice della navigazione, capo quarto dei titoli professionali per i servizi di coperta.
Per conseguire il titolo di aspirante capitano di lungo corso occorrevano i seguenti requisiti:
- avere compiuto i ventuno anni di età;
- possedere il titolo di allievo capitano di lungo corso;
- avere effettuato diciotto mesi di navigazione in servizio di coperta dei quali almeno sei mesi come allievo;
- aver frequentato con esito favorevole, dopo il compimento del tirocinio di navigazione in servizio di coperta dei quali almeno sei mesi come allievo, un corso di addestramento all'uso dei radar presso istituti specializzati a tal fine riconosciuti idonei con decreto del Ministero dei trasporti e della navigazione e il funzionamento dei quali sottoposto al controllo del ministero;
- avere sostenuto con esito favorevole un esame secondo i programmi stabiliti con decreto del ministro dei trasporti e della navigazione.

L'aspirante capitano di lungo corso poteva:
- imbarcare:
  - come terzo ufficiale su navi da passeggeri nel Mediterraneo e come secondo ufficiale su navi da carico per qualsiasi destinazione;
  - come primo ufficiale su navi da carico nel Mediterraneo;
  - come ufficiale su navi da pesca per qualsiasi destinazione;
- assumere il comando:
  - di navi da passeggeri di stazza lorda non superiore a mille tonnellate nel Mediterraneo e di navi da carico o addette al rimorchio, di stazza lorda non superiore alle duemila tonnellate nel Mediterraneo, nel Mar Nero, nel Mar d'Azov, nel Mar Rosso, lungo le coste dell'Arabia e dell'India compreso il Golfo Persico, fino a Bombay, lungo le coste africane fino a Capo Guardafui ad oriente e a Capo Palmas ad occidente, nonché lungo le coste atlantiche europee escluse quelle a nord del Portogallo, purché avesse effettuato complessivamente quattro anni di navigazione in servizio di coperta;
  - di navi addette alla pesca di stazza lorda non superiore a duemila tonnellate nel Mediterraneo, nel Mar Nero, nel Mar d'Azov, nel Mar Rosso, lungo le coste dell'Arabia e dell'India compreso il Golfo Persico, fino a Bombay, lungo le coste africane fino a Capo Guardafui ad oriente e a Capo Palmas, comprese le isole a non più di trecento miglia dalla costa, purché avesse effettuato complessivamente quattro anni di navigazione in servizio di coperta, di cui almeno uno su navi addette alla pesca e sempre che avesse superato l'esame per la specializzazione alla pesca secondo i programmi stabiliti dal ministro per la marina mercantile.

Gli ufficiali di vascello, provenienti dal servizio permanente iscritti nei ruoli della Marina Militare, potevano conseguire il titolo di aspirante capitano di lungo corso a condizione:
- avere effettuato diciotto mesi di navigazione in servizio di coperta;
- avere superato apposito esame secondo gli speciali programmi, stabiliti con decreto del ministro per la marina mercantile di concerto con quello per la difesa, su materie attinenti all'utilizzazione commerciale della nave comprese nei programmi d'insegnamento degli istituti tecnici nautici e non in quelli dell'accademia navale. La cancellazione dai ruoli della Marina Militare comportava la perdita del titolo professionale di "aspirante capitano di lungo corso".

In seguito al DM 5 ottobre 2000 titolo di "aspirante capitano di lungo corso" è stato sostituito dal titolo di ufficiale di navigazione a condizione secondo l'articolo 1 del decreto di avere effettuato almeno dodici mesi di navigazione di almeno dodici mesi su navi di stazza lorda pari o superiore a 500 tonnellate in attività di addestramento, e avere frequentato, con esito favorevole, dei corsi antincendio di base e avanzati, sopravvivenza e salvataggio, radar e A.R.P.A. presso istituti, enti o societa' riconosciuti idonei dal Ministero delle infrastrutture e dei trasporti. Il decreto prevedeva anche, dopo il completamento del programma di addestramento, il superamento di un esame teorico-pratico, atto a dimostrare il possesso delle conoscenze e capacità di eseguire i compiti e le mansioni dell'ufficiale di coperta, di cui alla sezione A-II/1 del codice STCW, a livello operativo, riguardante i requisiti minimi obbligatori per la certificazione di ufficiali responsabili di una guardia di navigazione su navi di stazza lorda uguale o maggiore di 500 tonnellate.

## Allievo capitano di lungo corso
Requisiti e mansioni dell'allievo ufficiale di lungo corso erano specificati dal D.P.R. n. 328 del 15 febbraio 1952 all'articolo 251 del Regolamento per l'esecuzione del codice della navigazione, capo quarto dei titoli professionali per i servizi di coperta.
Per conseguire il titolo di allievo capitano di lungo corso occorrevano i seguenti requisiti:
- essere iscritto nella prima categoria della gente di mare;
- possedere il diploma di istituto nautico, sezione capitani;

L'allievo ufficiale di lungo corso coadiuvava gli ufficiali di coperta nell'esplicazione dei servizi ad essi attribuiti.
Gli ufficiali di vascello, provenienti dal servizio permanente iscritti nei ruoli della Marina Militare, potevano conseguire il titolo di allievo capitano di lungo corso a condizione che avessero sostenuto e superato con esito favorevole apposito esame secondo gli speciali programmi, stabiliti con decreto del ministro per la marina mercantile di concerto con quello per la difesa, su materie attinenti all'utilizzazione commerciale della nave comprese nei programmi d'insegnamento degli istituti tecnici nautici e non in quelli dell'accademia navale. La cancellazione dai ruoli della Marina Militare comportava la perdita del titolo professionale di "allievo capitano di lungo corso".
La qualifica di allievo capitano di lungo corso è stata sostituita dalla qualifica di allievo ufficiale di coperta.

## DM 5 ottobre 2000
Con il decreto ministeriale 5 ottobre 2000 il titolo di capitano superiore di lungo corso è stato sostituito con il titolo di comandante. il titolo di comandante veniva acquisito automaticamente.
Il Capitano di lungo corso poteva essere convertito nel titolo di comandante, di capitano o di ufficiale di navigazione.
Requisiti e abilitazioni per convertire il titolo di capitano di lungo corso nel titolo di comandante venivano specificati all'articolo 6 dello stesso decreto.
In base all'articolo 6 del decreto ministeriale 5 ottobre 2000, pubblicato sulla Gazzetta Ufficiale numero 248 del 23 ottobre 2000 il comandante poteva assumere il comando di navi senza limitazioni riguardo alle caratteristiche e alla destinazione della nave.
Per conseguire il certificato di comandante occorrevano i seguenti requisiti:
- essere in possesso del certificato di abilitazione di "capitano";
- avere effettuato almeno dodici mesi di navigazione in qualità di primo ufficiale di coperta in virtù del possesso del certificato di abilitazione di "capitano", ovvero essere in possesso del certificato di abilitazione di "ufficiale di navigazione";
- avere completato, con esito favorevole, un programma di addestramento sui compiti e mansioni dei primi ufficiali e comandanti, addestramento sui compiti e mansioni dei primi ufficiali e comandanti di navi di stazza lorda compresa tra 500 e 3000 tonnellate, di cui alla sezione A-II/2 del codice STCW, al livello direttivo, comprensivo di un periodo di navigazione di almeno trentasei mesi in qualità di ufficiale responsabile di una guardia di navigazione a bordo di navi di stazza lorda pari o superiore a 500 tonnellate;
- aver sostenuto, con esito favorevole, al termine del periodo di addestramento, un esame teorico-pratico, atto a dimostrare il possesso delle conoscenze e capacità di eseguire i compiti e le mansioni dei primi ufficiali e comandanti di navi di stazza lorda compresa tra 500 e 3000 tonnellate, di cui alla sezione A-II/2 del codice STCW, al livello direttivo.

L'articolo 4 del DM 5 ottobre 2000 stabiliva i requisiti per convertire in titolo di capitano di lungo corso nel titolo di comandante e le relative mansioni dopo la conversione del titolo.
Per conseguire il certificato di capitano occorrevano i seguenti requisiti:
- essere in possesso del certificato di abilitazione di "ufficiale di navigazione";
- avere completato, con esito favorevole, un programma di addestramento sui compiti e mansioni dei primi ufficiali e comandanti, di cui alla sezione A-II/2 del codice STCW, al livello direttivo, comprensivo di un periodo di navigazione di almeno dodici mesi in qualità di ufficiale responsabile di una guardia di navigazione a bordo di navi di stazza lorda pari o superiore a 500 tonnellate;
- aver sostenuto, con esito favorevole, al termine del periodo di addestramento, un esame teorico-pratico, atto a dimostrare il possesso delle conoscenze e capacità di eseguire i compiti e le mansioni dei primi ufficiali e dei comandanti, conforme alla sezione A-II/2 del codice STCW, che stabilisce i requisiti minimi obbligatori per la certificazione dei comandanti e dei primi ufficiali su navi di stazza lorda uguali o maggiori di 500 tonnellate.

il titolo di "Capitano" consentiva potere imbarcare in qualità di primo ufficiale di coperta a bordo di navi senza limitazioni riguardo alle caratteristiche e alla destinazione della nave.
I requisiti per convertire il titolo di capitano di lungo corso nel titolo di ufficiale di navigazione venivano specificati all'articolo 1 nel decreto.
Per conseguire il certificato di ufficiale di navigazione occorrevano i seguenti requisiti:
- essere iscritti nelle matricole della gente di mare di prima categoria;
- avere compiuto i diciotto anni di età;
- essere in possesso del diploma di scuola secondaria superiore;
- avere completato, con esito favorevole, un programma di addestramento sui compiti e sulle mansioni dell'ufficiale di coperta, di cui alla sezione A-II/1 del codice STCW, a livello operativo, comprensivo di un periodo di navigazione di almeno dodici mesi su navi di stazza lorda pari o superiore a 500 tonnellate in attività di addestramento, nonché della frequenza, con esito favorevole, dei corsi antincendio di base e avanzati, sopravvivenza e salvataggio, radar e A.R.P.A. presso istituti, enti o società riconosciuti idonei dal Ministero delle infrastrutture e dei trasporti. Il periodo di addestramento a bordo doveva essere effettuato sotto la supervisione del comandante o di un ufficiale di coperta da questi designato e il suo svolgimento essere riportato in un apposito libretto di addestramento approvato dall'amministrazione. Tale periodo poteva essere sostituito da un periodo di navigazione di almeno trentasei mesi in servizio di coperta a bordo di navi di stazza lorda pari o superiore a 500 tonnellate, dei quali almeno sei in compiti connessi con la tenuta della guardia sotto la supervisione del comandante o di un ufficiale di coperta da questi designato;
- aver sostenuto, con esito favorevole, dopo il completamento del programma di addestramento, un esame teorico-pratico, atto a dimostrare il possesso delle conoscenze e capacità di eseguire i compiti e le mansioni dell'ufficiale di coperta, di cui alla sezione A-II/1 del codice STCW, a livello operativo.
- Se in possesso di apposita abilitazione rilasciata o riconosciuta dal Ministero delle comunicazioni, l'ufficiale di navigazione poteva anche svolgere mansioni connesse con i servizi radio di bordo.

L'ufficiale di navigazione sempre secondo quanto specificato all'articolo 1 del decreto, poteva imbarcare in qualità di ufficiale di coperta di grado inferiore al primo e ad assumere la responsabilità di una guardia di navigazione a bordo di navi aventi stazza lorda pari o superiore a 500 tonnellate.